# Домашняя короткошёрстная кошка
Дома́шняя короткошёрстная ко́шка (англ. domestic short-haired cat, а также в Британии англ. moggy) — беспородная кошка с короткой шерстью смешанного или неизвестного происхождения.

## Описание
Домашняя короткошёрстная кошка является одной из самых распространенных кошек, живущих в домашних хозяйствах по всему миру. Ветеринарами и агентствами по контролю за животными домашние короткошерстные кошки классифицируются специфической для организации терминологией (используется верхний регистр обозначений от наименования номинации) DSH — англ. Domestic Shorthair или HCS — англ. House Cat, Shorthair. Домашние короткошерстные кошки могут участвовать в выставках кошек, в которых присутствуют беспородные категории. Правила шоу различаются; Fédération Internationale Féline (FIFe) разрешает «любой цвет глаз, все цвета и узоры шерсти, любую длину или текстуру шерсти и любую длину хвоста» (любая здоровая кошка). Другие могут быть более строгими; пример Всемирной федерации кошек: «Допускаются все классические окрасы. Допускается любое количество белого. Окрасы шоколадный и циннамон, а также их разновидности (лиловый и палевый) не признаются ни в каких комбинациях (биколор, триколор, табби). Описание окрасов приведено в общем списке окрасов». Благодаря разнообразному генофонду домашние короткошёрстные кошки могут быть любых форм, размеров и окрасок. Этим домашним животных не свойственны генетически унаследованные заболевания, в отличие от животных, прошедших селекционный отбор. Различия в их генетике означают, что домашние короткошерстные и домашние длинношёрстные кошки, как правило, здоровее, сильнее и умнее, чем их чистокровные сородичи.

## История
Считается, что кошки были впервые одомашнены на Ближнем Востоке, когда люди начали заниматься сельским хозяйством (по оценкам, 12 000 лет назад). Кошки отпугивали грызунов от хранимого зерна. Египтяне считали их священными и мумифицировали вместе с их владельцами. В гробнице возрастом 9000 лет на средиземноморском острове Кипр была обнаружена кошка, похороненная вместе с человеком, предположительно из-за того, что она была животным-компаньоном.
Домашние кошки распространились по Европе, Азии и Африке, но были неизвестны в Америке и Австралии, пока их не перевезли на кораблях европейские исследователи. Кошки были частью морской жизни (борьба с грызунами).
С течением времени произошли различные мутации, которые благоприятствовали некоторым кошкам: у живущих в Скандинавии должна была быть длинная густая шерсть, а у живущих в Южной Азии — нет. Кошки с полным отсутствием шерсти появлялись в различных местах на нашей планете, но канадский сфинкс является наиболее известным и не выжил бы в холодном климате, если бы не вмешательство человека.
Многие породы, которые нам известны сегодня, являются результатом спонтанных мутаций: например, девон-рекс и корниш-рекс, шотландская вислоухая, сфинкс; в то время как другие породы созданы человеком, например, гавана, австралийская дымчатая, оцикет.
В условиях прекращения выборочного разведения кошек, животные в конечном итоге вернутся к своему дикому типу, то есть полосатому окрасу с короткой шерстью.
На данный момент разводчики используют домашних короткошёрстных кошек в программах разведения для увеличения генетического пула или введения определённого признака. Допустимые ауткроссы включают американского кёрла, девон-рекса, лаперма, манчкина. Этот список может варьироваться от страны к стране и от породы к породе.

## Уход
Домашние короткошёрстные кошки достаточно хорошо ухаживают самостоятельно за собой. Их короткая шерсть не склонна к излишней линьке. Периодическое расчесывание — это все, что им нужно, чтобы их шерсть выглядела хорошо. Несмотря на то, что они не сильно линяют, домашние беспородные кошки всё же выделяют аллерген в своей слюне, который вызывает аллергию на кошек. К сожалению, ни одна кошка не является полностью гипоаллергенной.
Кошке необходима стрижка когтей каждые две-три недели и доступность когтеточки. По возможности — чистка зубов (может потребоваться профессиональная чистка зубов).
Домашним кошкам необходим лоток в тихом месте. Использование комкующегося наполнителя (бетонит, силикагель) и ежедневная уборка дают возможность поддерживать чистоту и отсутствие запахов.
Кошке необходимо достаточное количество времени для игр и бега, в том числе за игрушками. Животные любят находиться на открытом воздухе, где имеют возможность использовать свои охотничьи навыки. Однако кошки также любят много спать, поэтому необходимо обеспечить наличие укромных мест для отдыха и уединения.

## Здоровье
Домашние кошки имеют довольно большую продолжительность жизни — от 14 до 20 лет.
Смешанные породы, как правило, более здоровы, чем чистокровные, поскольку они не подвержены специфическим генетическим заболеваниям. Американское общество по предотвращению жестокого обращения с животными (ASPCA) перечисляет следующие заболевания как наиболее распространенные среди всех кошек:
- рак: обычно встречается у пожилых кошек; лимфома является распространенным онкологическим заболеванием кошек;
- диабет: кошки с ожирением подвергаются наибольшему риску;
- вирус кошачьего иммунодефицита: передается от кошки к кошке, когда они дерутся и получают глубокие раны (укусы);
- лейкемия кошек: вирус, который повреждает иммунную систему и делает кошек более восприимчивыми к развитию рака крови (существует вакцина)

В возрасте 5 месяцев показана стерилизация животного, что способствует значительному сокращению вероятности заболевания онкологией и продлению жизни домашнего животного. Обязательным является посещение ветеринара и своевременные прививки, чтобы предотвратить распространенные и серьёзные проблемы связанные с инфекционными заболеваниями.

## Характер
Характер у кошек различается: от сдержанного до навязчивого. Ранняя социализация помогает в минимизации страха. Кошки контактны по отношению другими животными, особенно если они выращены совместно. Тем не менее, домашние кошки по-прежнему имеют хищнические инстинкты по отношению к грызунам, птицам и рыбам, независимо от того, являются ли они домашними животными. Лучше держать этих животных подальше от кошки.
Недостатком беспородных кошек является то, что они могут быть более непредсказуемыми, чем породистые кошки. Благодаря широкому генофонду в одном помете могут появляться котята с совершенно разными темпераментами. Это может означать, что котёнок вырастет злым и агрессивным, даже если его родители были покладистыми.